# Агрыз (река)
Агрыз — река в России, протекает по Пермскому краю, Свердловской области. Устье реки находится в 13 км по правому берегу реки Берёзовка. Длина реки составляет 12 км.

## Данные водного реестра
По данным государственного водного реестра России относится к Камскому бассейновому округу, водохозяйственный участок реки — Сылва от истока и до устья, речной подбассейн реки — Кама до Куйбышевского водохранилища (без бассейнов рек Белой и Вятки). Речной бассейн реки — Кама.